# Савгачево
 Савгачево  (тат. Савгач, чув. Чӑвашьел) — село в Аксубаевском районе Татарстана. Административный центр Урмандеевского сельского поселения.

## География
Находится в южной части Татарстана на расстоянии приблизительно 14 км на север по прямой от районного центра поселка Аксубаево у речки Саврушка.

## История
Основано в XVIII веке. Упоминалось также как Новопоселённая Савгачева.

## Население
Постоянных жителей было: в 1782 году — 75 душ мужского пола, в 1859—439, в 1897—302, в 1908—421, в 1920—479, в 1926—400, в 1938—502, в 1949—427, в 1958—431, в 1970—449, в 1979—718, в 1989—754, в 2002 году 672 (чуваши 99 %), в 2010 году 672.